# St. Wendelin (Eyershausen)

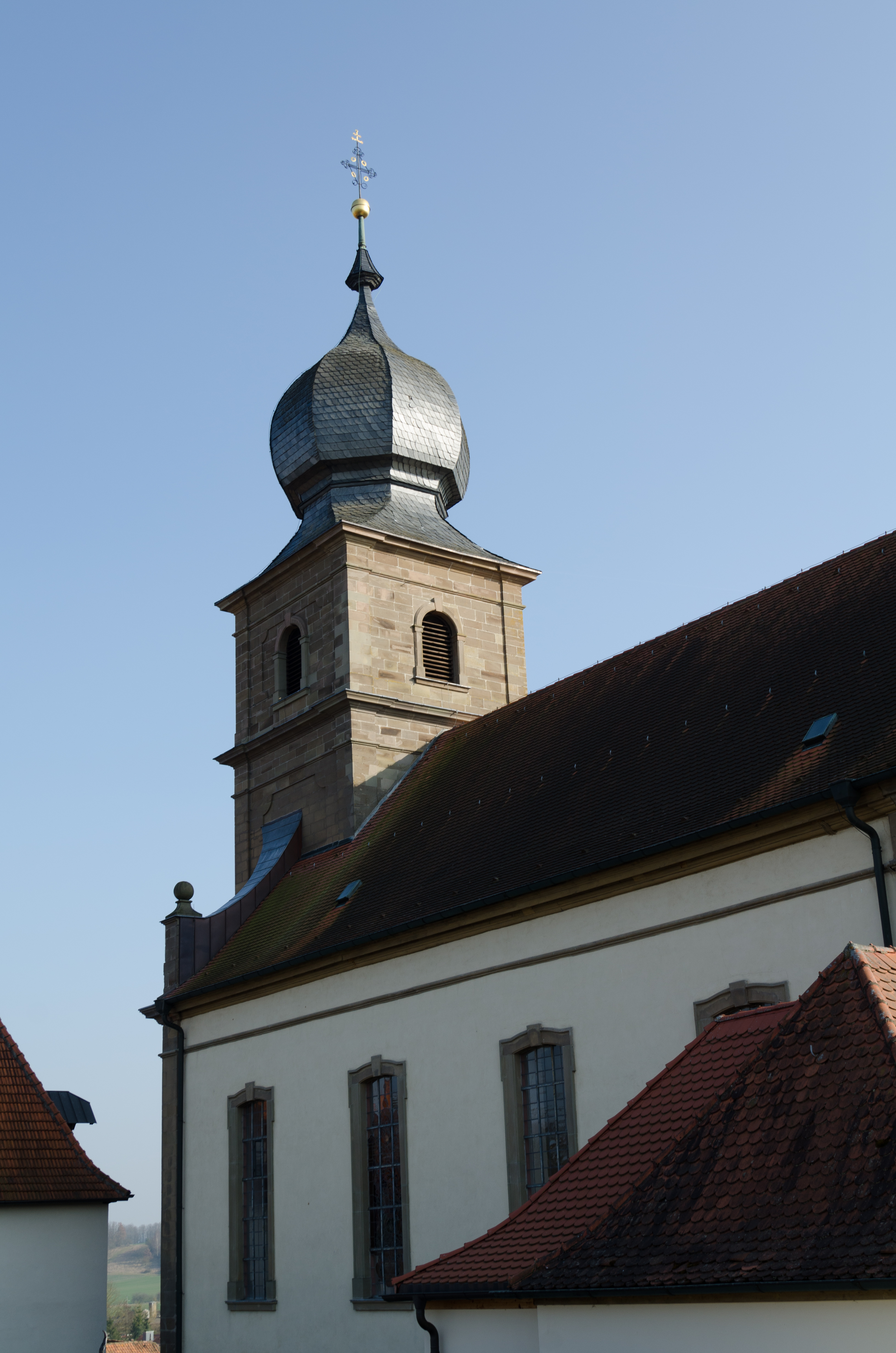
St. Wendelin (Eyershausen)

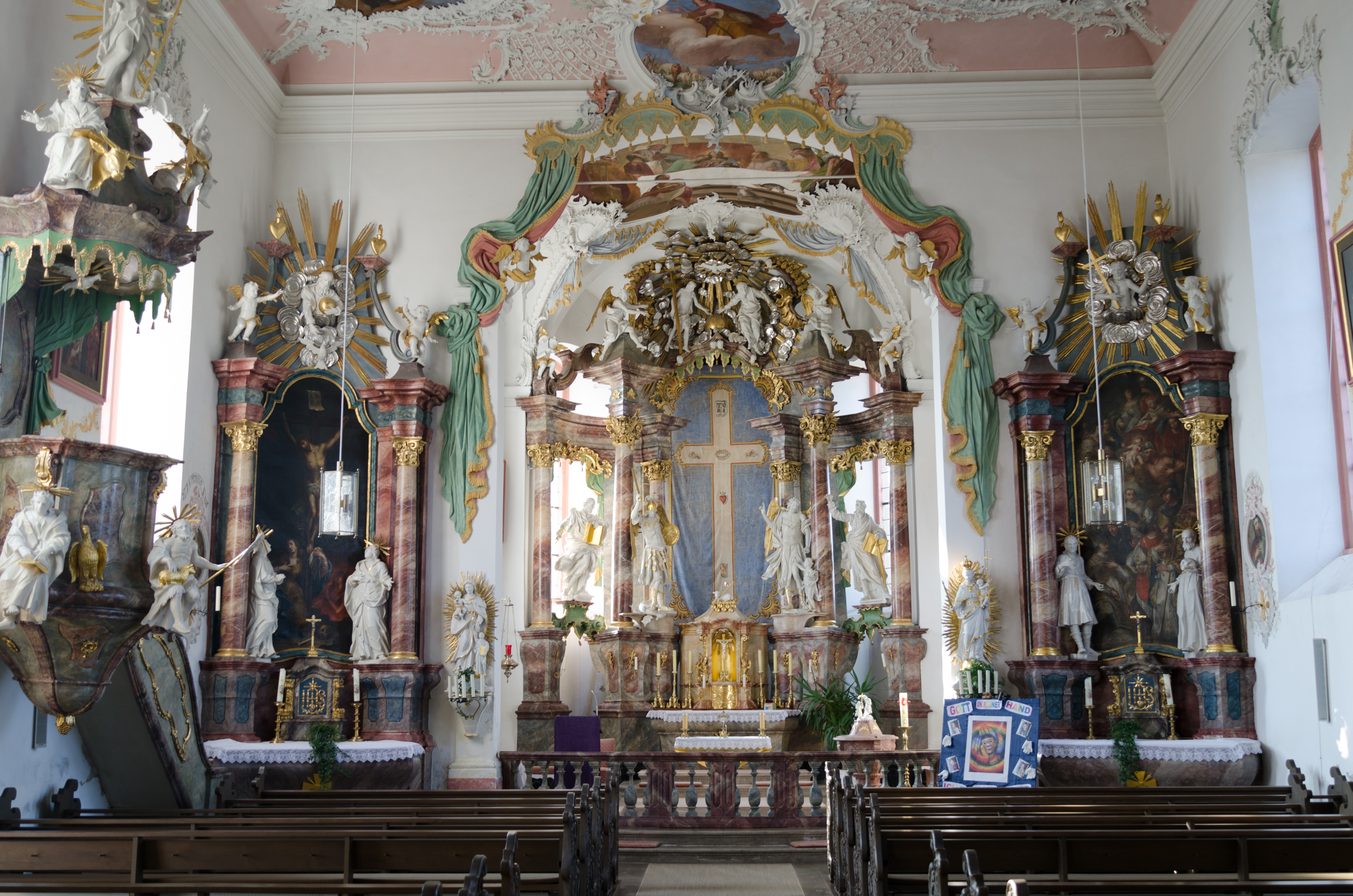
Innenansicht

Die römisch-katholische Kirche St. Wendelin ist ein Kirchengebäude in Eyershausen, einem Gemeindeteil der Stadt Bad Königshofen im Grabfeld im unterfränkischen Landkreis Rhön-Grabfeld in Bayern. Das denkmalgeschützte Bauwerk entstand in der Mitte des 18. Jahrhunderts. Die Pfarrei gehört zur Pfarreiengemeinschaft Grabfeldbrücke (Bad Königshofen im Grabfeld) im Dekanat Bad Neustadt des Bistums Würzburg.

## Beschreibung
Im Jahr 1750 war die alte Kirche so desolat, dass 1752–54 eine neue Saalkirche gebaut wurde. Das Patrozinium wechselte von Bonifatius zu  Wendelin. Das mit einem Satteldach bedeckte Langhaus hat nach Westen einen eingezogenen, dreiseitig abgeschlossenen Chor. Der im Osten stehende Fassadenturm aus Quadermauerwerk ist mit einer Zwiebelhaube bedeckt. Sein oberstes Geschoss beherbergt hinter den Klangarkaden den Glockenstuhl. Das Portal befindet sich im Fassadenturm.
Die Deckenmalereien im Innenraum hat Georg Anton Urlaub 1753 gefertigt. Die drei Altarretabel stammen von Johann Peter Herrlein. Die Schnitzereien am Hochaltar schuf Johann Joseph Keßler. Den Stuck hat Bernhard Hellmuth hergestellt. Die Orgel mit elf Registern im Manual und drei Registern im Pedal wurde 1860 von Johann Caspar Schlimbach gebaut.

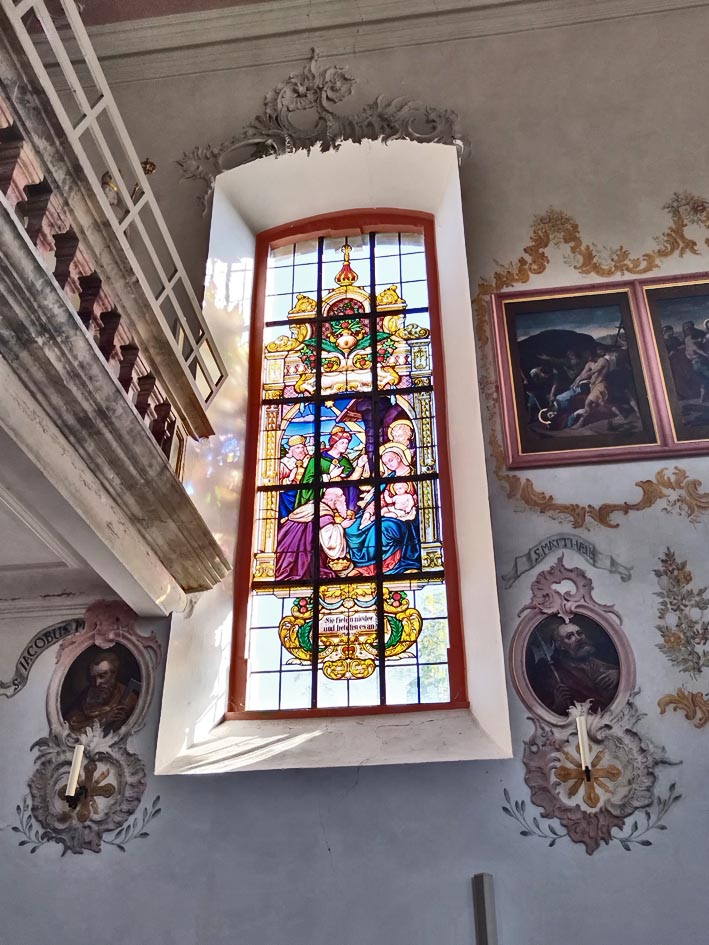
Fenster in St. Wendelin